# 10000 Myriostos

10000 Myriostos

10000 Myriostos eller 1951 SY är en asteroid i huvudbältet som upptäcktes den 30 september 1951 av den amerikanske astronomen Albert G. Wilson vid Palomarobservatoriet. Den har fått sitt namn efter det grekiska ordet för tiotusen.